# Мост через Волгу (М12)
Южный автомобильный мостовой переход через Волгу в Татарстане — мост в Татарстане длиной 3,36 км, открытый 21 декабря 2023 года. Является частью и самым длинным мостом в составе платной автомагистрали М12 «Восток» Москва — Казань — Екатеринбург.

## Информация
Мост позволит развиваться Верхнеуслонскому и Лаишевскому районам. К весне 2023 года корпус моста был сооружён, 21 декабря было открыто движение.